# La Tour-sur-Orb
La Tour-sur-Orb (en occitan : La Torre d'Òrb) est une commune française située dans le centre du département de l'Hérault, en région Occitanie.
Exposée à un climat méditerranéen, elle est drainée par l'Orb, la Mare, le Vernoubrel et par divers autres petits cours d'eau. Incluse dans le parc naturel régional du Haut-Languedoc, la commune possède un patrimoine naturel remarquable composé de trois zones naturelles d'intérêt écologique, faunistique et floristique.
La Tour-sur-Orb est une commune rurale qui compte 1 346 habitants en 2022, après avoir connu une forte hausse de la population depuis 1968. Elle fait partie de l'aire d'attraction de Bédarieux. Ses habitants sont appelés les Tourorbois ou Tourorboises.

## Géographie

### Localisation
Cette commune est située dans les Hauts cantons de l'Hérault entre les communes de Bédarieux et du Bousquet. En 2013, elle rejoint le parc naturel régional du Haut-Languedoc.

### Communes limitrophes
Les communes limitrophes sont Le Bousquet-d'Orb, Bédarieux, Camplong, Carlencas-et-Levas, Le Pradal, Saint-Étienne-Estréchoux, Taussac-la-Billière, Villemagne-l'Argentière et Lunas-les-Châteaux.
| Camplong                                      | Le Bousquet-d'Orb | Lunas              |
| Saint-Étienne-Estréchoux, Taussac-la-Billière | La Tour-sur-Orb   | Dio-et-Valquières  |
| Le Pradal, Villemagne-l'Argentière            | Bédarieux         | Carlencas-et-Levas |

### Géologie et relief
La superficie de la commune est de 3 065 hectares ; l'altitude varie entre 204 et 745 mètres.

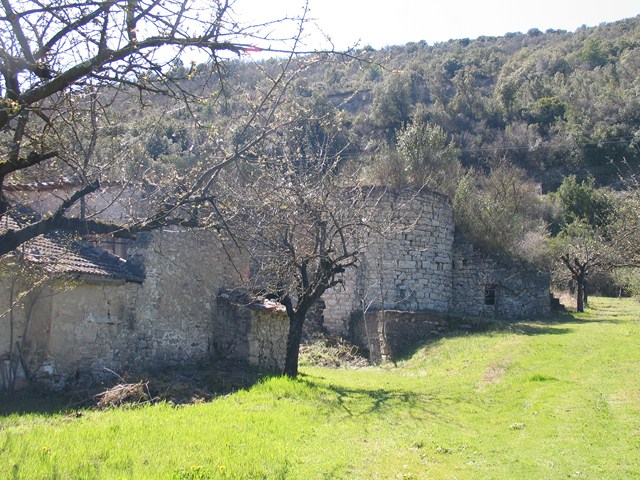
Les fours et la bluterie de La Tour-sur-Orb.

Le hameau est construit sur de la ruffe (terrain rouge du Permien) et sur du causse (terrains et roches calcaires) d'où la construction du four à chaux.

### Hydrographie
La commune est située à proximité de l'Orb.

### Climat
Pour des articles plus généraux, voir Climat de l'Occitanie et Climat de l'Hérault.
En 2010, le climat de la commune est de type climat méditerranéen franc, selon une étude s'appuyant sur une série de données couvrant la période 1971-2000. En 2020, Météo-France publie une typologie des climats de la France métropolitaine dans laquelle la commune est exposée à un climat méditerranéen et est dans la région climatique Provence, Languedoc-Roussillon, caractérisée par une pluviométrie faible en été, un très bon ensoleillement (2 600 h/an), un été chaud (21,5 °C), un air très sec en été, sec en toutes saisons, des vents forts (fréquence de 40 à 50 % de vents > 5 m/s) et peu de brouillards.
Pour la période 1971-2000, la température annuelle moyenne est de 13,3 °C, avec une amplitude thermique annuelle de 15,9 °C. Le cumul annuel moyen de précipitations est de 921 mm, avec 8 jours de précipitations en janvier et 3,1 jours en juillet. Pour la période 1991-2020, la température moyenne annuelle observée sur la station météorologique la plus proche, située sur la commune de Bédarieux à 4 km à vol d'oiseau, est de 13,7 °C et le cumul annuel moyen de précipitations est de 982,0 mm,. Pour l'avenir, les paramètres climatiques de la commune estimés pour 2050 selon différents scénarios d'émission de gaz à effet de serre sont consultables sur un site dédié publié par Météo-France en novembre 2022.

### Milieux naturels et biodiversité

#### Espaces protégés
La protection réglementaire est le mode d’intervention le plus fort pour préserver des espaces naturels remarquables et leur biodiversité associée,.
Un espace protégé est présent sur la commune :
le parc naturel régional du Haut-Languedoc, créé en 1973 et d'une superficie de 307 184 ha, qui s'étend sur 118 communes et deux départements. Implanté de part et d’autre de la ligne de partage des eaux entre Océan Atlantique et mer Méditerranée, ce territoire est un véritable balcon dominant les plaines viticoles du Languedoc et les étendues céréalières du Lauragais,.

#### Zones naturelles d'intérêt écologique, faunistique et floristique
L’inventaire des zones naturelles d'intérêt écologique, faunistique et floristique (ZNIEFF) a pour objectif de réaliser une couverture des zones les plus intéressantes sur le plan écologique, essentiellement dans la perspective d’améliorer la connaissance du patrimoine naturel national et de fournir aux différents décideurs un outil d’aide à la prise en compte de l’environnement dans l’aménagement du territoire.
Une ZNIEFF de type 1 est recensée sur la commune :
le « plateau dolomitique de Levas » (655 ha), couvrant 4 communes du département et deux ZNIEFF de type 2, :
- le « massif de l'Espinouse » (20 035 ha), couvrant 19 communes du département[16] ;
- le « plateau de Carlencas-et-Levas » (6 239 ha), couvrant 11 communes du département[17].

Carte des ZNIEFF de type 1 et 2 à La Tour-sur-Orb.
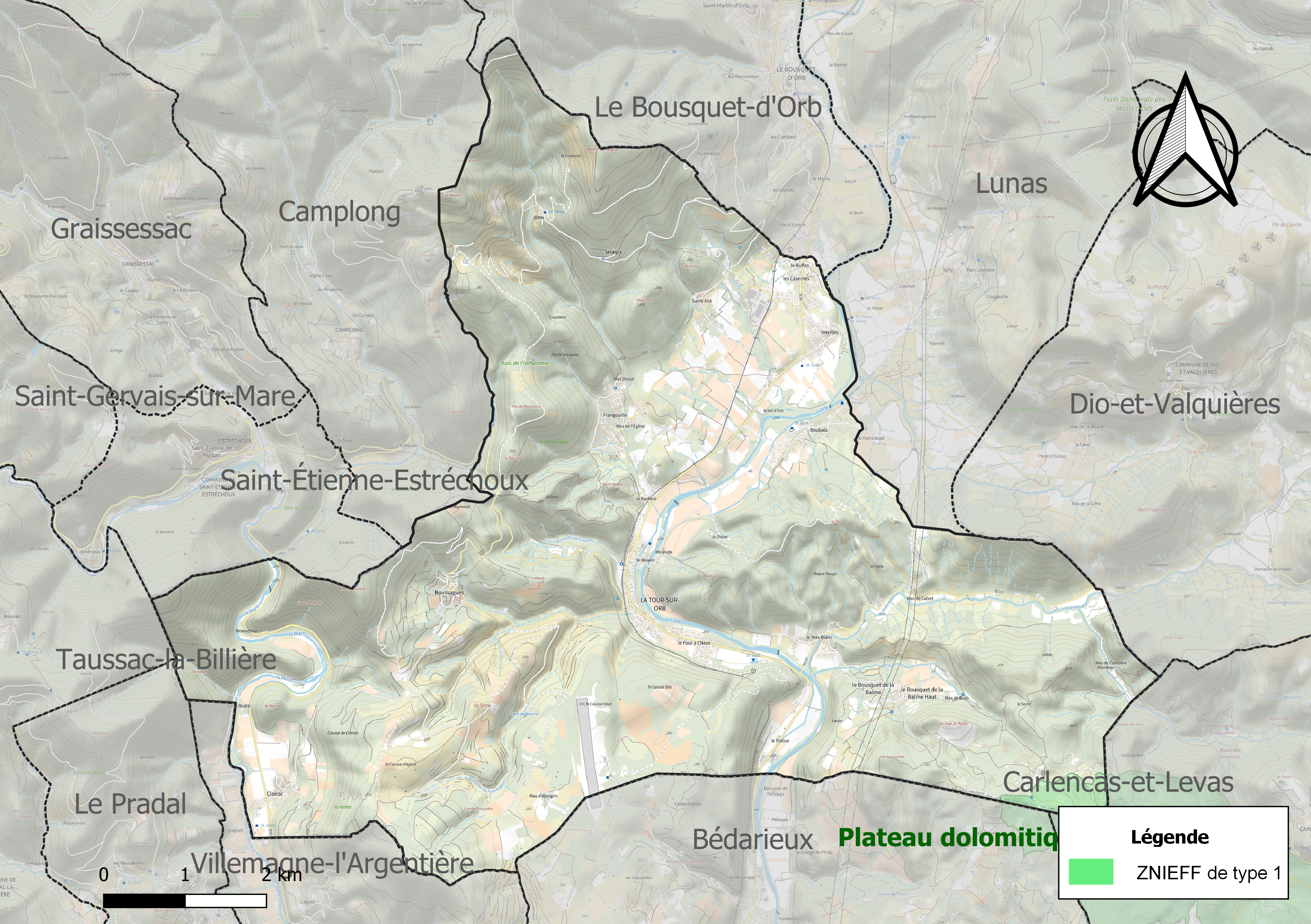
Carte de la ZNIEFF de type 1 sur la commune.
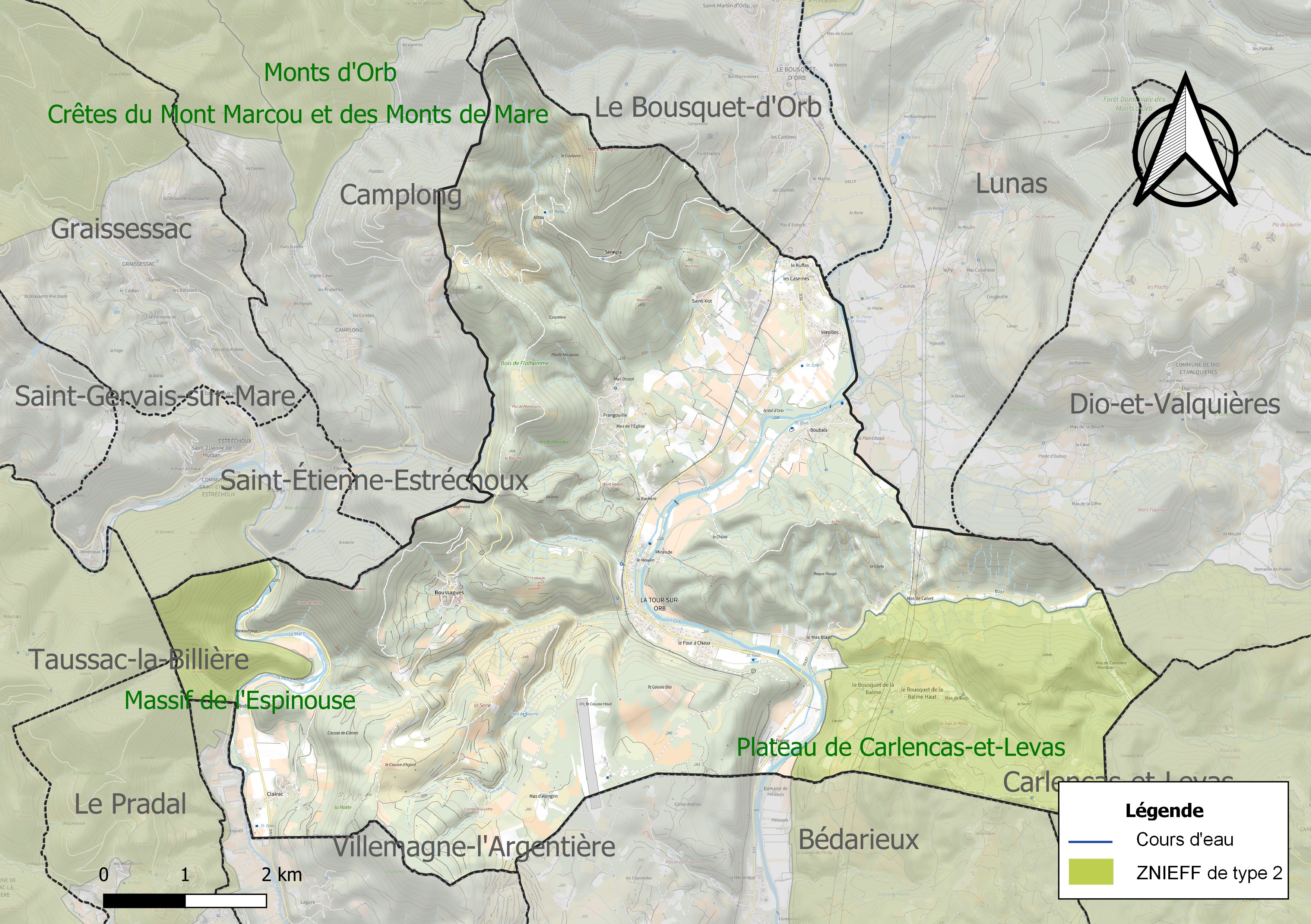
Carte des ZNIEFF de type 2 sur la commune.

## Urbanisme

### Typologie
Au 1er janvier 2024, La Tour-sur-Orb est catégorisée commune rurale à habitat dispersé, selon la nouvelle grille communale de densité à sept niveaux définie par l'Insee en 2022.
Elle est située hors unité urbaine. Par ailleurs la commune fait partie de l'aire d'attraction de Bédarieux, dont elle est une commune de la couronne,. Cette aire, qui regroupe 26 communes, est catégorisée dans les aires de moins de 50 000 habitants,.

### Occupation des sols

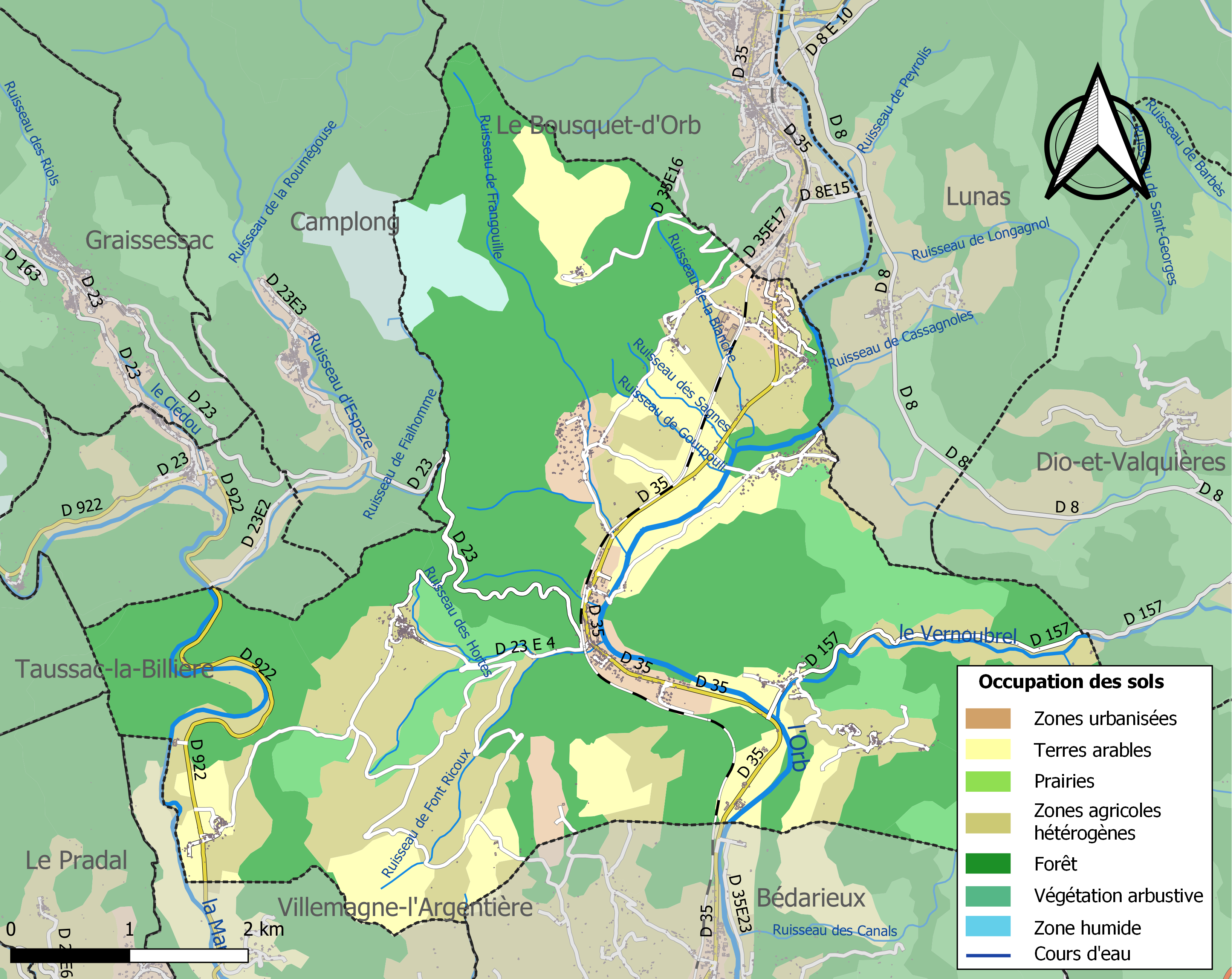
Carte des infrastructures et de l'occupation des sols de la commune en 2018 (CLC).

L'occupation des sols de la commune, telle qu'elle ressort de la base de données européenne d’occupation biophysique des sols Corine Land Cover (CLC), est marquée par l'importance des forêts et milieux semi-naturels (62,3 % en 2018), une proportion sensiblement équivalente à celle de 1990 (62,8 %). La répartition détaillée en 2018 est la suivante :
forêts (50,7 %), zones agricoles hétérogènes (20,3 %), cultures permanentes (13,4 %), milieux à végétation arbustive et/ou herbacée (9,5 %), zones urbanisées (3,3 %), espaces ouverts, sans ou avec peu de végétation (2 %), espaces verts artificialisés, non agricoles (0,7 %). L'évolution de l’occupation des sols de la commune et de ses infrastructures peut être observée sur les différentes représentations cartographiques du territoire : la carte de Cassini (XVIIIe siècle), la carte d'état-major (1820-1866) et les cartes ou photos aériennes de l'IGN pour la période actuelle (1950 à aujourd'hui).

### Hameaux
- Boubals
- Boussagues
- Clairac
- Frangouille
- Le Bousquet de la Balme
- Le Mas Blanc
- La Plane
- Le Ruffas
- Sénégra
- Saint-Xist
- Véreilhes

### Logement
En 2009, le nombre total de logements dans la commune était de 783, alors qu'il était de 629 en 1999.
Parmi ces logements, 67,8 % étaient des résidences principales, 23,5 % des résidences secondaires et 8,7 % des logements vacants. Ces logements étaient pour 89,9 % d'entre eux des maisons individuelles et pour 9,5 % des appartements.
La proportion des résidences principales, propriétés de leurs occupants était de 79,4 %, en légère baisse par rapport à 1999 (81,2 %). La part de logements HLM loués vides (logements sociaux) a augmenté : 2,0 % contre 0 % en 1999, leur nombre ayant diminué de 0 à 10.

### Voies de communication et transports
La commune est accessible en arrivant de Lunas au nord et Bédarieux au sud, par la D 35. Deux lignes de bus venant de Bédarieux desservent également la commune.

### Risques majeurs
Le territoire de la commune de La Tour-sur-Orb est vulnérable à différents aléas naturels : météorologiques (tempête, orage, neige, grand froid, canicule ou sécheresse), inondations, feux de forêts et séisme (sismicité très faible). Il est également exposé à un risque technologique, la rupture d'un barrage, et à deux risques particuliers : le risque minier et le risque de radon. Un site publié par le BRGM permet d'évaluer simplement et rapidement les risques d'un bien localisé soit par son adresse soit par le numéro de sa parcelle.

#### Risques naturels
Certaines parties du territoire communal sont susceptibles d’être affectées par le risque d’inondation par débordement de cours d'eau, notamment l'Orb, la Mare et le Vernoubrel. La commune a été reconnue en état de catastrophe naturelle au titre des dommages causés par les inondations et coulées de boue survenues en 1982, 1987, 1990, 1992, 1994, 1995, 1996, 1997, 2006, 2014 et 2019,.
La Tour-sur-Orb est exposée au risque de feu de forêt. Un plan départemental de protection des forêts contre les incendies (PDPFCI) a été approuvé en juin 2013 et court jusqu'en 2022, où il doit être renouvelé. Les mesures individuelles de prévention contre les incendies sont précisées par deux arrêtés préfectoraux et s’appliquent dans les zones exposées aux incendies de forêt et à moins de 200 mètres de celles-ci. L’arrêté du 25 avril 2002 réglemente l'emploi du feu en interdisant notamment d’apporter du feu, de fumer et de jeter des mégots de cigarette dans les espaces sensibles et sur les voies qui les traversent sous peine de sanctions. L'arrêté du 11 mars 2013 rend le débroussaillement obligatoire, incombant au propriétaire ou ayant droit,.

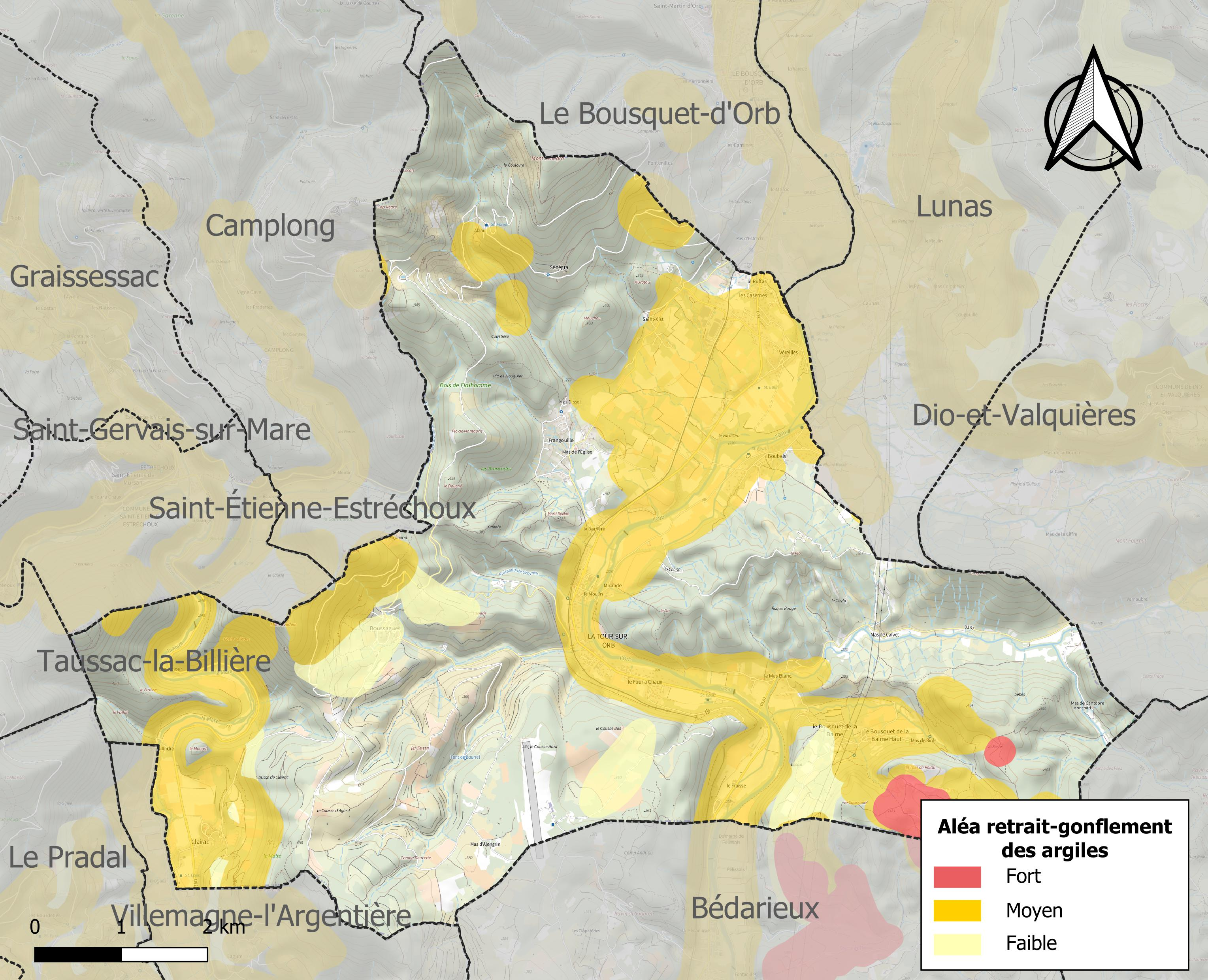
Carte des zones d'aléa retrait-gonflement des sols argileux de La Tour-sur-Orb.

Le retrait-gonflement des sols argileux est susceptible d'engendrer des dommages importants aux bâtiments en cas d’alternance de périodes de sécheresse et de pluie. 33,6 % de la superficie communale est en aléa moyen ou fort (59,3 % au niveau départemental et 48,5 % au niveau national). Sur les 808 bâtiments dénombrés sur la commune en 2019, 570 sont en aléa moyen ou fort, soit 71 %, à comparer aux 85 % au niveau départemental et 54 % au niveau national. Une cartographie de l'exposition du territoire national au retrait gonflement des sols argileux est disponible sur le site du BRGM,.
Par ailleurs, afin de mieux appréhender le risque d’affaissement de terrain, l'inventaire national des cavités souterraines permet de localiser celles situées sur la commune.

#### Risques technologiques
La commune est en outre située en aval du Barrage des monts d'Orb, un ouvrage de classe A sur l'Orb, mis en service en 1961 et disposant d'une retenue de 30,6 millions de mètres cubes. À ce titre elle est susceptible d’être touchée par l’onde de submersion consécutive à la rupture de cet ouvrage.

#### Risque particulier
L’étude Scanning de Géodéris réalisée en 2008 a établi pour le département de l’Hérault une identification rapide des zones de risques miniers liés à l’instabilité des terrains. Elle a été complétée en 2015 par une étude approfondie sur les anciennes exploitations minières du bassin houiller de Graissessac et du district polymétallique de Villecelle. La commune est ainsi concernée par le risque minier, principalement lié à l’évolution des cavités souterraines laissées à l’abandon et sans entretien après l’exploitation des mines.
Dans plusieurs parties du territoire national, le radon, accumulé dans certains logements ou autres locaux, peut constituer une source significative d’exposition de la population aux rayonnements ionisants. Certaines communes du département sont concernées par le risque radon à un niveau plus ou moins élevé. Selon la classification de 2018, la commune de La Tour-sur-Orb est classée en zone 3, à savoir zone à potentiel radon significatif.

## Toponymie
Au XVIIIe siècle, le hameau portait le nom de Brousson. L'origine du nom actuel renvoi à l'ancien château de la tour de Patau au XVIIe siècle.

## Histoire
En 1761, la communauté de Boussagues comprenait Clairac, le Mas-Blanc, le Bousquet Barbal, Saint-Xist, Véreilhes, Sénégra, Alzou, Frangouille, Camplong, Graissessac, Riols, Laroque, Lomastan, Prouvères, l'Airole, Saint-Étienne-Estréchoux, Vérenoux, Marsans d'Alzon.
Les paroisses étaient rattachées au diocèse de Béziers.
En 1790, les paroisses de Saint-Martin de Clémensan et de Saint-Laurent de Feyrerolles sont rattachées à Boussagues. Lors de la Révolution française, les citoyens de la commune se réunissent au sein de la société révolutionnaire, baptisée « société populaire » créée en prairial an II ; la commune de Graissessac, qui est rattachée à Boussagues au début de la Révolution, comptait elle aussi sa société révolutionnaire, créée en messidor an II, et comptait 76 membres.
En l'an II, Camplong, érigée en commune est détachée de Boussagues ; Saint-Étienne-de-Mursan, Saint-Étienne-Estréchoux, Saint-Martin de Clémensan et Graissessac lui sont rattachées.
Jusqu'en 1884, le nom de la commune est Boussagues.
Avec le développement du hameau de Latour le centre de gravité de la commune change, provoquant des antagonismes entre les hameaux et rendant la vie municipale intenable. Les hameaux du Mas Blanc, Boubals, Le Bousquet de la Balme ont demandé à être érigés en commune.
Le 14 janvier 1884, le chef-lieu de commune est transféré du hameau de Boussagues au hameau de La Tour. La commune prend le nom de La Tour-sur-Orb (B.L. 1884, XXVIII-182).
Depuis ce transfert les tensions sont profondes et il faudra attendre 1903 pour que la commune de Latour érige le hameau de Boussagues et Clairac en commune. La décision est adoptée par le Conseil Général de l'Hérault en avril 1904 ; la nouvelle commune s’appellera Boussagues.

## Politique et administration

### Administration municipale
Le nombre d'habitants au dernier recensement étant compris entre 500 et 1 499, le nombre de membres du conseil municipal est de 15.

### Liste des maires
| Période   | Période      | Identité          | Étiquette | Qualité |
| --------- | ------------ | ----------------- | --------- | ------- |
| 1947      | 1953         | Jules Pommier     |           |         |
| 1953      | 1965         | Léopold Pommier   |           |         |
| 1965      | 1976         | Robert Bernard    |           |         |
| 1976      | mars 1983    | Ernest Jeanjean   |           |         |
| mars 1983 | février 2004 | Marius Cioli      | PCF       |         |
| mars 2004 | 2020         | Marie-Aline Edo   | DVD       |         |
| 2020      | En cours     | Bernard Sallettes |           |         |

### Instances judiciaires et administratives
La Tour-sur-Orb relève du tribunal d'instance de Béziers, du tribunal de grande instance de Béziers, de la cour d'appel de Montpellier, du tribunal pour enfants de Béziers, du conseil de prud'hommes de Béziers, du tribunal de commerce de Béziers, du tribunal administratif de Montpellier et de la cour administrative d'appel de Marseille.

### Jumelages
Au 27 août 2013, La Tour-sur-Orb n'est jumelée avec aucune commune.

## Population et société

### Démographie
Au dernier recensement de 2022, la commune comptait 1 346 habitants.
| 1793  | 1800  | 1806 | 1821  | 1831  | 1861  | 1876  | 1881  | 1886 |
| ----- | ----- | ---- | ----- | ----- | ----- | ----- | ----- | ---- |
| 1 021 | 1 165 | 848  | 1 041 | 1 138 | 1 145 | 1 181 | 1 191 | 990  |

| 1891  | 1896  | 1901  | 1906  | 1911  | 1921  | 1926  | 1931  | 1936  |
| ----- | ----- | ----- | ----- | ----- | ----- | ----- | ----- | ----- |
| 1 089 | 1 057 | 1 083 | 1 086 | 1 061 | 1 145 | 1 221 | 1 214 | 1 114 |

| 1946 | 1954 | 1962 | 1968 | 1975 | 1982  | 1990  | 1999  | 2006  |
| ---- | ---- | ---- | ---- | ---- | ----- | ----- | ----- | ----- |
| 985  | 991  | 901  | 758  | 812  | 1 031 | 1 039 | 1 050 | 1 152 |

| 2011  | 2016  | 2021  | 2022  | - | - | - | - | - |
| ----- | ----- | ----- | ----- | - | - | - | - | - |
| 1 259 | 1 270 | 1 324 | 1 346 | - | - | - | - | - |

### Enseignement
La Tour-sur-Orb dépend de l'académie de Montpellier.
Elle administre une école maternelle et une école élémentaire communales regroupant 126 élèves en 2012-2013.

### Sports
Diverses associations proposent des activités sportives, des abrupts naturels permettent de pratiquer l'escalade.

### Cultes
Le territoire de la commune dépend de la paroisse catholique Notre-Dame des Lumières au sein du secteur missionnaire « Orb et Libron » de l'archidiocèse de Montpellier,. Cette paroisse ne dispose plus de lieu de culte à La Tour-sur-Orb.

## Économie

### Revenus de la population et fiscalité
En 2010, le revenu fiscal médian par ménage était de 24 466 €, ce qui plaçait La Tour-sur-Orb au 24 074e rang parmi les 31 525 communes de plus de 39 ménages en métropole.

### Emploi
En 2011, la population âgée de 15 à 64 ans s'élevait à 769 personnes, parmi lesquelles on comptait 67,4 % d'actifs dont 58,8 % ayant un emploi et 8,6 % de chômeurs.
On comptait 235 emplois dans la zone d'emploi, contre 289 en 1999. Le nombre d'actifs ayant un emploi résidant dans la zone d'emploi étant de 460, l'indicateur de concentration d'emploi est de 51 %, ce qui signifie que la zone d'emploi offre seulement un emploi pour deux habitants actifs.

### Entreprises et commerces
Au 31 décembre 2012, La Tour-sur-Orb comptait 111 établissements : 45 dans l’agriculture-sylviculture-pêche, 11 dans l'industrie, 17 dans la construction, 35 dans le commerce-transports-services divers et 3 étaient relatifs au secteur administratif.
En 2013, 9 entreprises ont été créées à La Tour-sur-Orb.

## Culture locale et patrimoine

### Lieux et monuments

#### Éléments remarquables
La commune contient quatre monuments et trois objets répertoriés à l'inventaire des monuments historiques:
- L'église Saint-Cyr et Sainte-Julite de Saint-Xist daté entre le XIIe au XVIe siècle[53]. L’église, la façade et la toiture des bâtiments bordant la cour intérieure avec leurs galeries ont été inscrites au titre des monuments historiques en 1979[53].
- L'ancien four à chaux inscrit depuis le 17 mars 2010, daté du XIXe siècle[54] ;
- La résidence des abbés de Joncels inscrit depuis le 21 janvier 1964, et daté du XVIIe siècle[55] ;
- L'église Notre-Dame de la Pitié de Boussagues daté entre le XIIe au XVIe siècle[56]. L'édifice a été inscrit au titre des monuments historiques en 1988[56] ;
- Une statue en pierre, dite de Capimont, représentant la « Vierge à l'Enfant », datée du XVe siècle, située dans l'église de Clairac et classée depuis le 11 septembre 1957[57] ;
- La plaque funéraire de Servens, en marbre, datée du XIIIe siècle, située dans l'église du hameau de Boussagues et classée depuis le 30 septembre 1911[58] ;
- La plaque funéraire de Géraud Ajanesius, en marbre, datée du XIIIe siècle, située dans l'église du hameau de Boussagues et classée depuis le 30 septembre 1911[59].

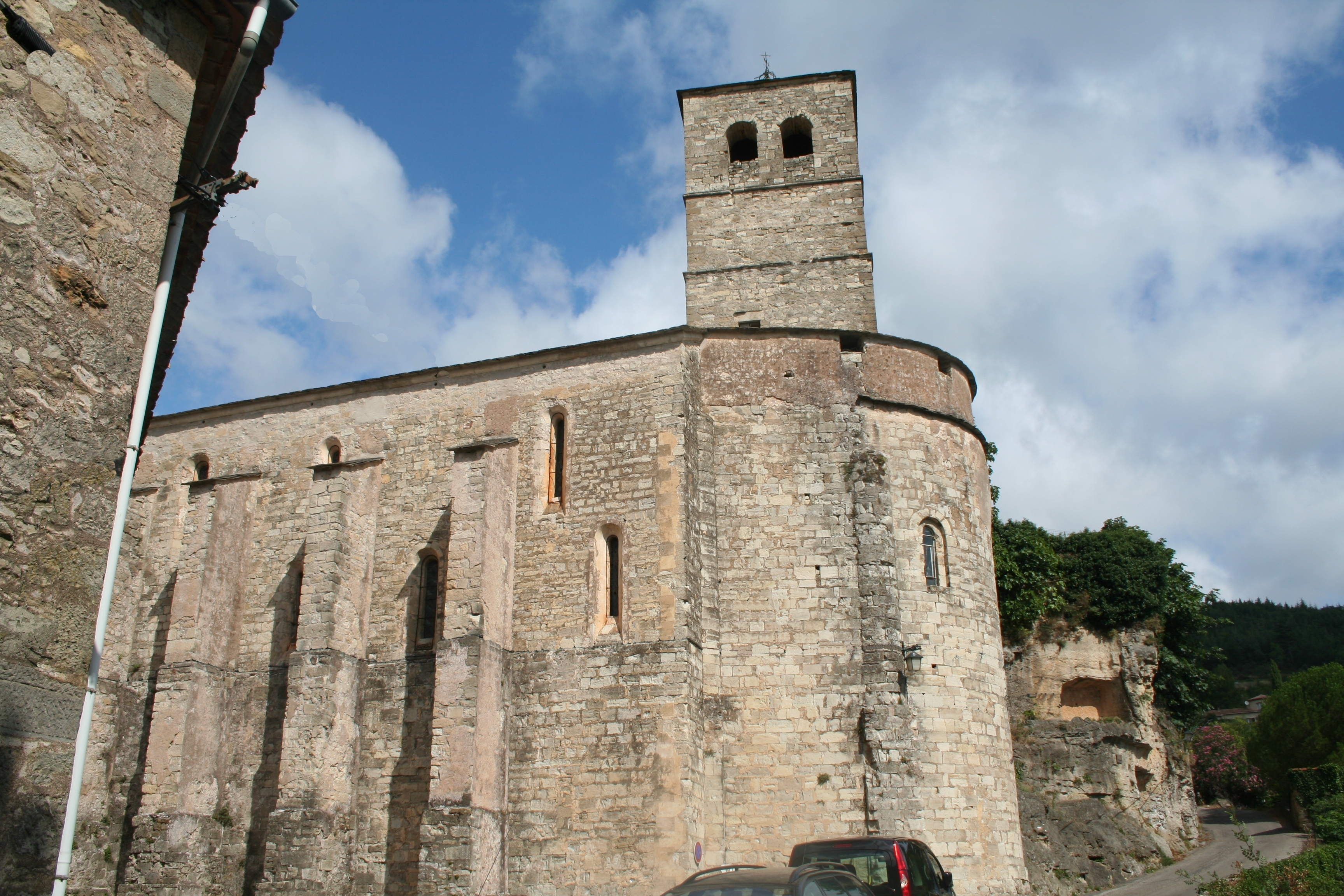
Église Notre-Dame-de-la-Pitié de Boussagues
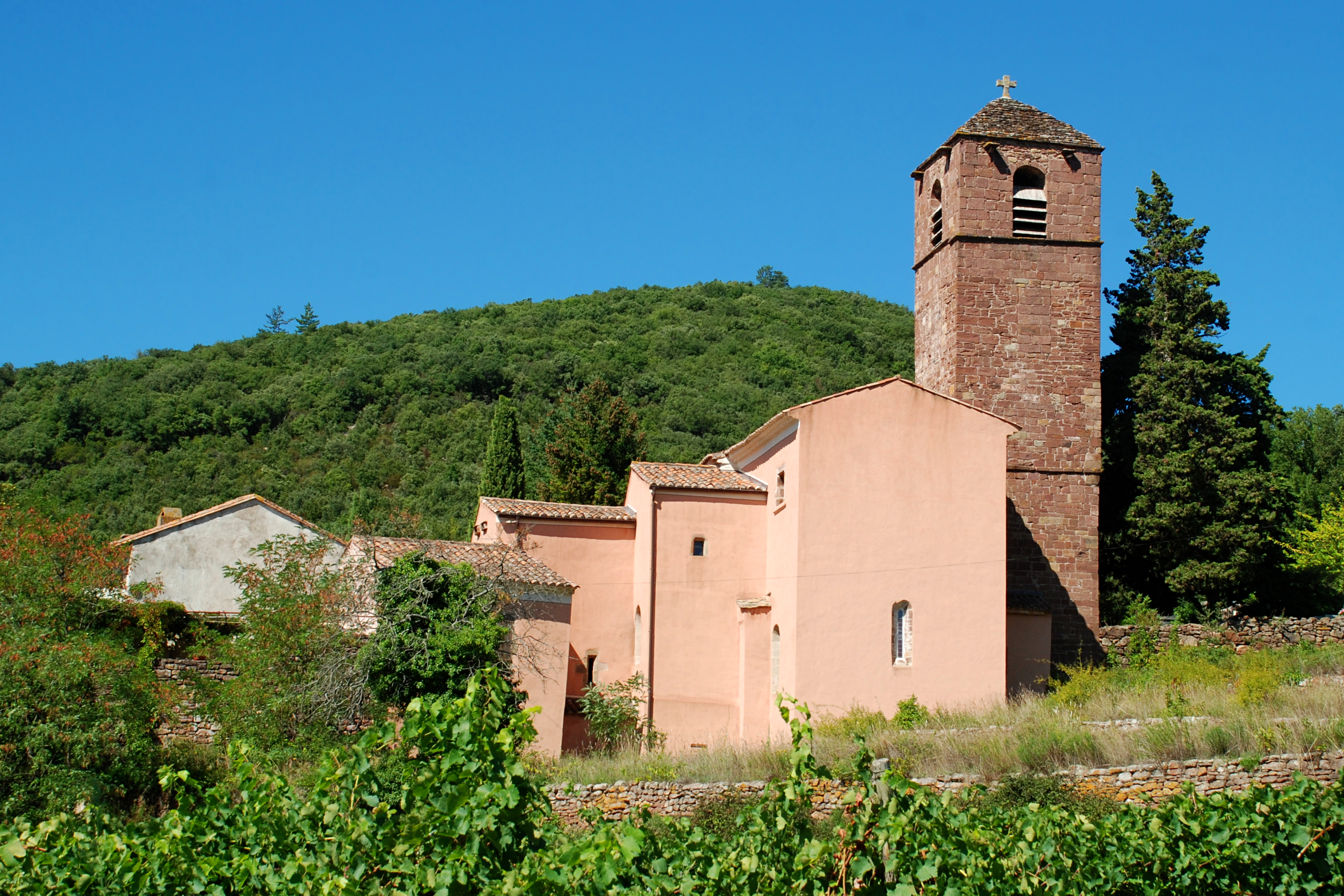
Église Saint-Cyr-et-Sainte-Julite de Saint-Xist

#### Autres lieux et monuments

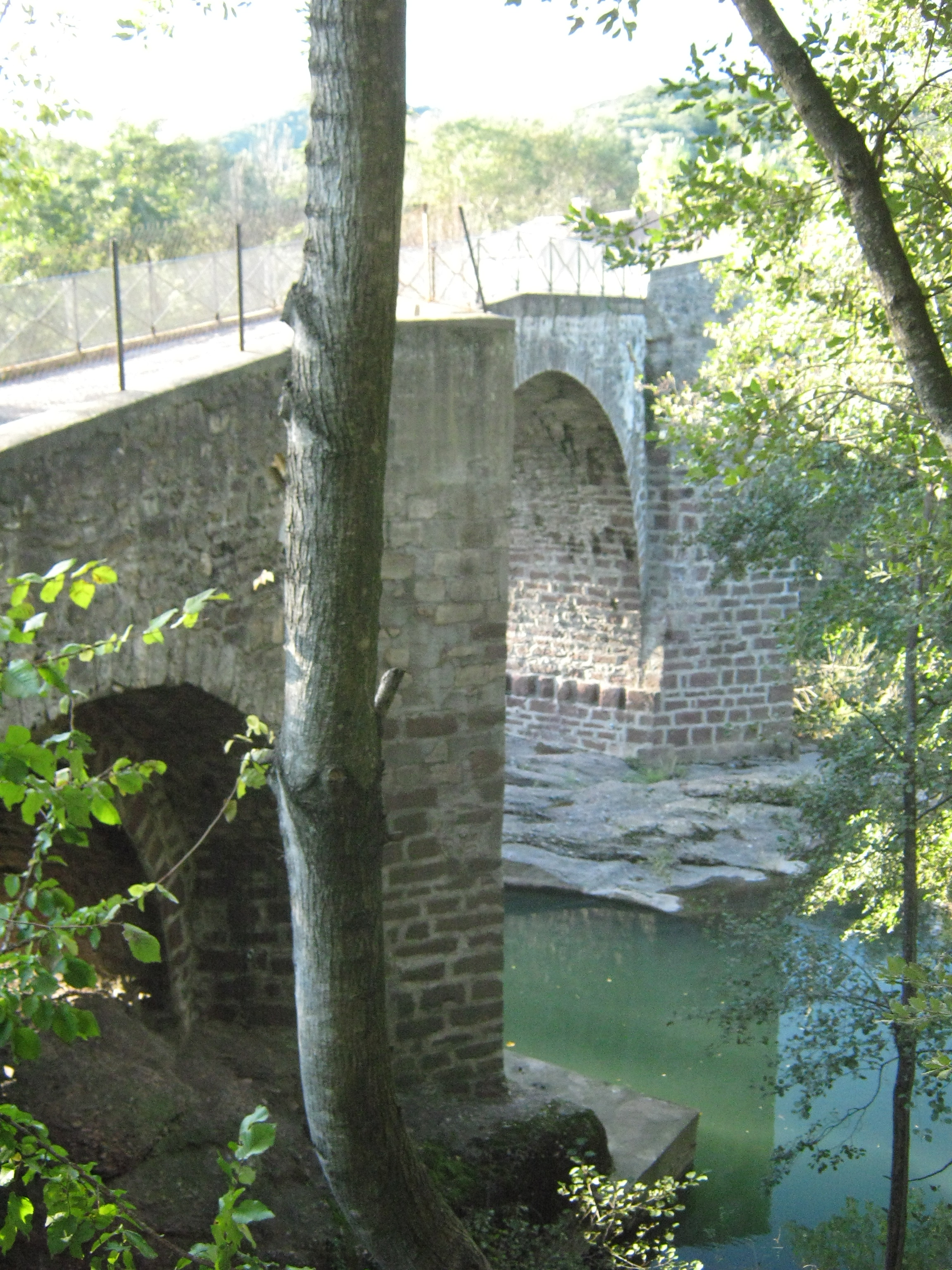
Pont de Mirande côté amont.
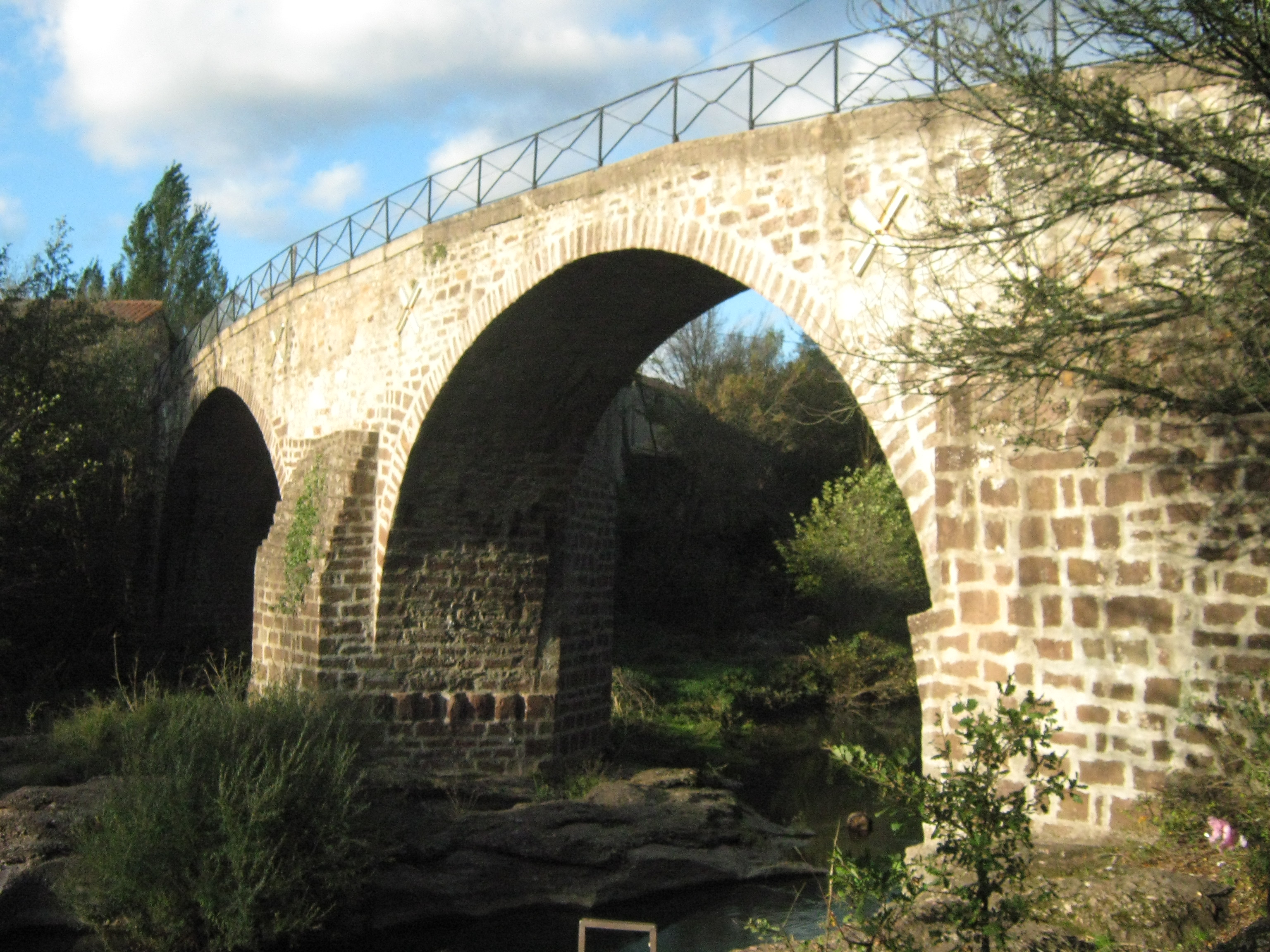
Pont de Mirande côté aval.
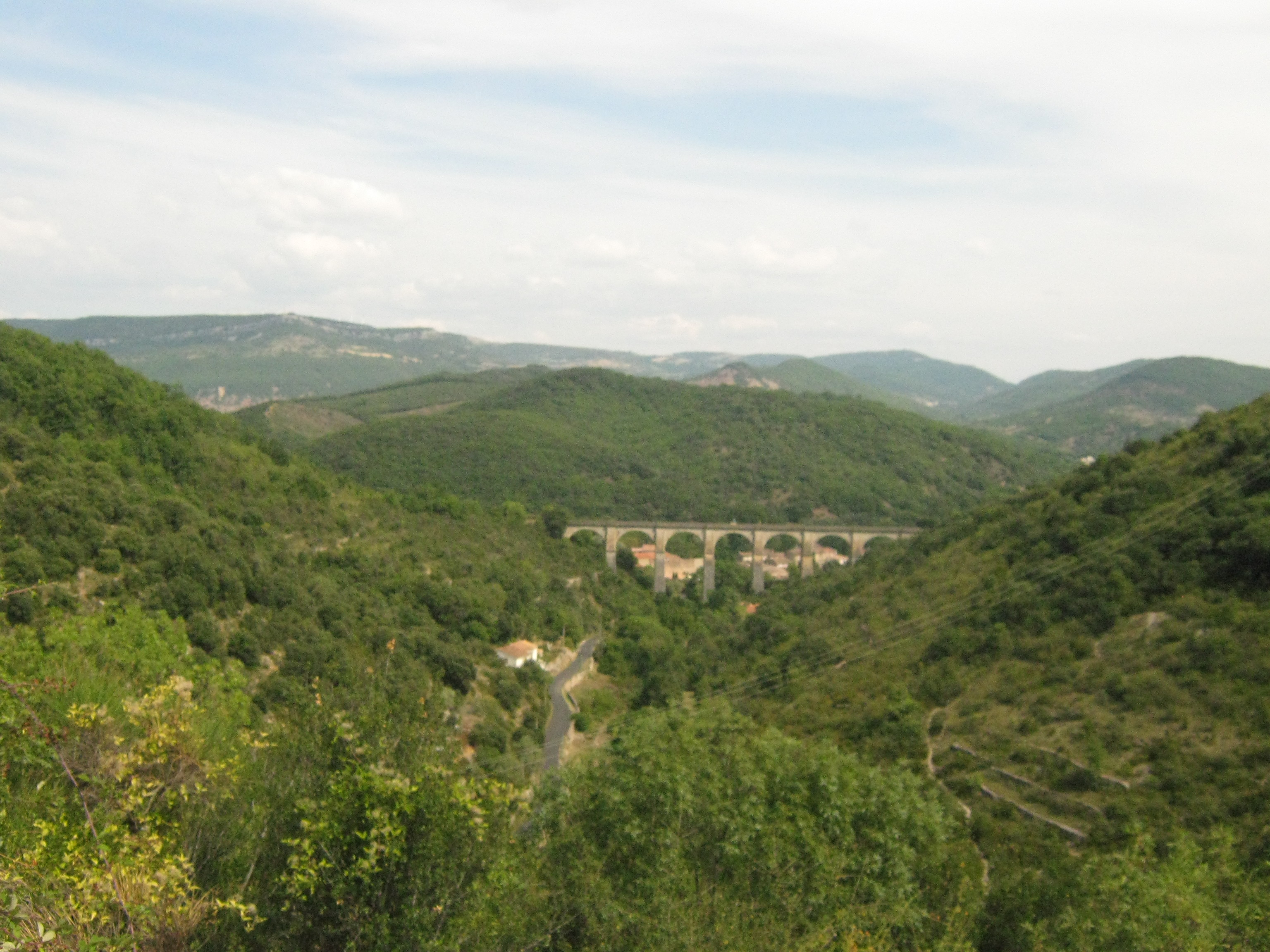
Vue du viaduc.
Plan du pont de Brousson (1768)

Parmi les autres lieux et monuments, on peut citer :
- Le pont médiéval de Mirande, qui enjambe l'Orb ;
- Le canal de La Tour sur Orb : il aurait été construit au XIXe siècle pour servir de force motrice à quelques activités artisanales[60], http://asaducanaldelatoursurorb.jimdo.com/ ;
- Le viaduc du XIXe siècle des anciennes lignes graissessac-béziers et Latour sur Orb-Plaisance ;
- La chapelle Saint-Pierre-de-Brousson de Boubals ;
- L'église Sainte-Marie de Frangouille ;
- L'église Saint-Saturnin de Clairac ;
- L'église de la Trinité de Boussagues du XIVe siècle ;
- L'église de l'Assomption-de-Notre-Dame de La Tour-sur-Orb ;
- L'église Saint-Martin du Mas Blanc ;
- Le « castèl de l'inglès » au Bousquet de la Balme  ;
- Le hameau de Boussagues (XIIe au XVIIe siècle) conserve des restes de vieilles bâtisses médiévales, ainsi que deux châteaux avec leurs remparts, et deux églises (dont une en ruine).

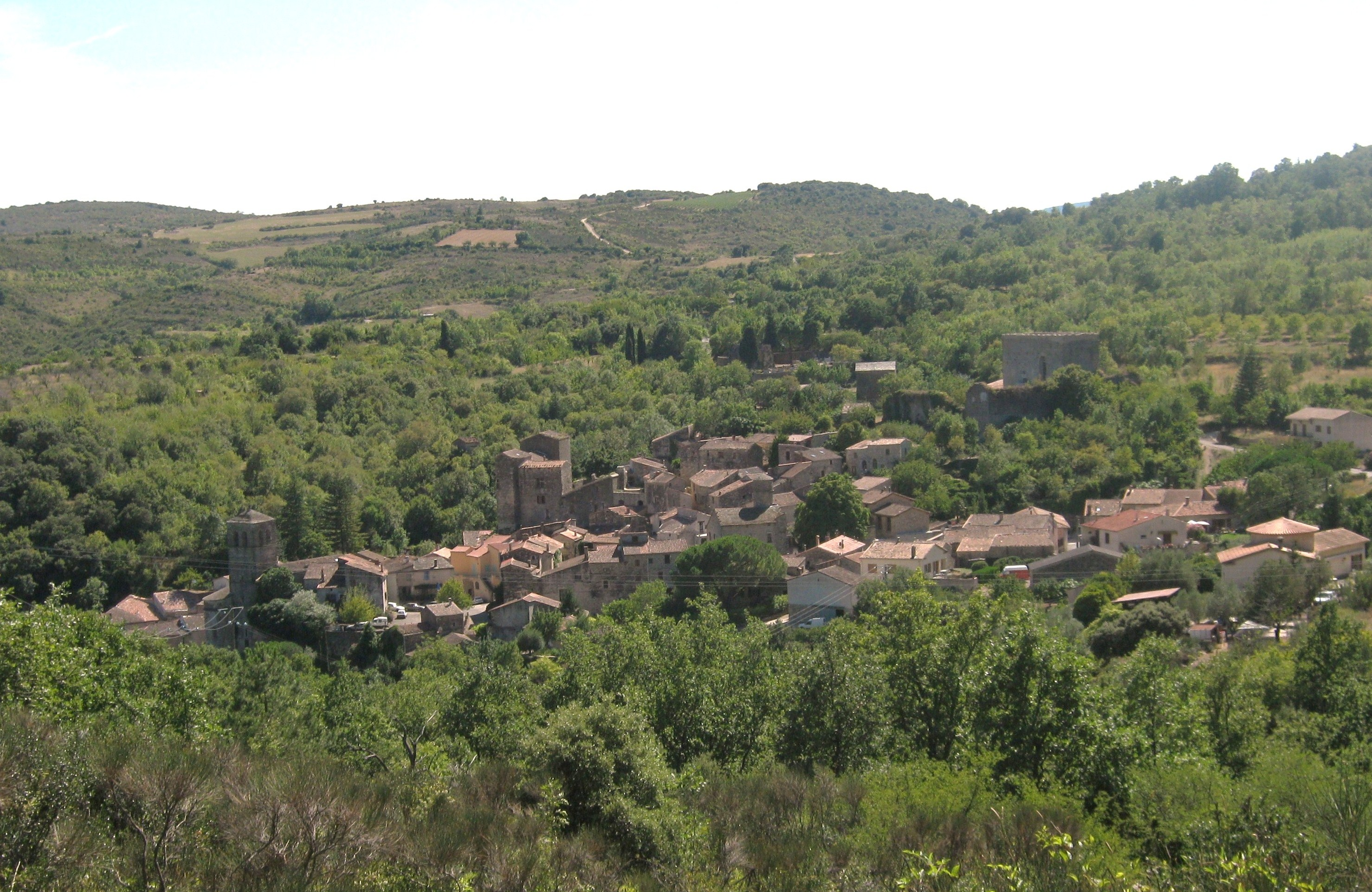
Vue générale.
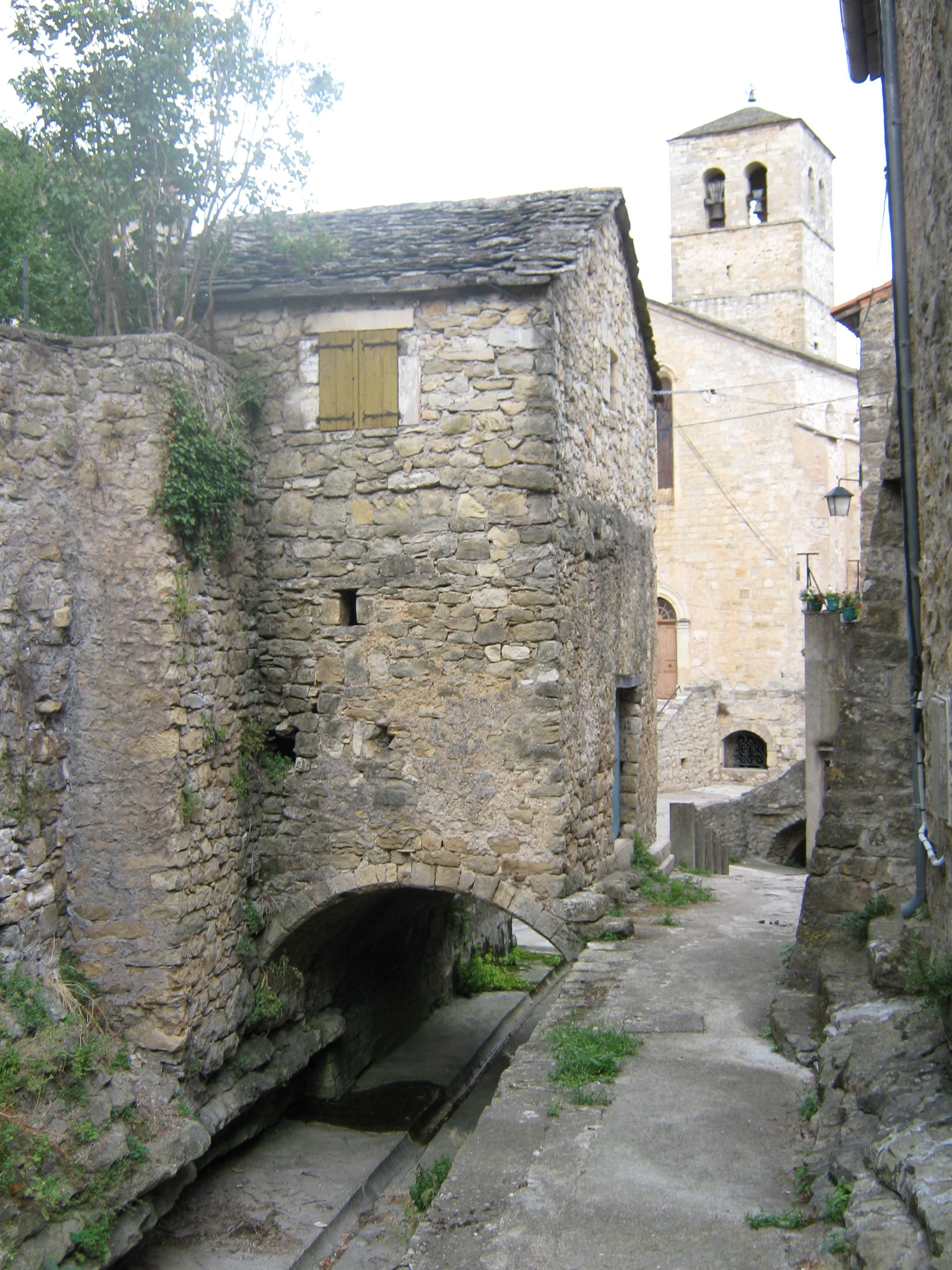
Bâtisse couverte en lauze surplombant le ru.
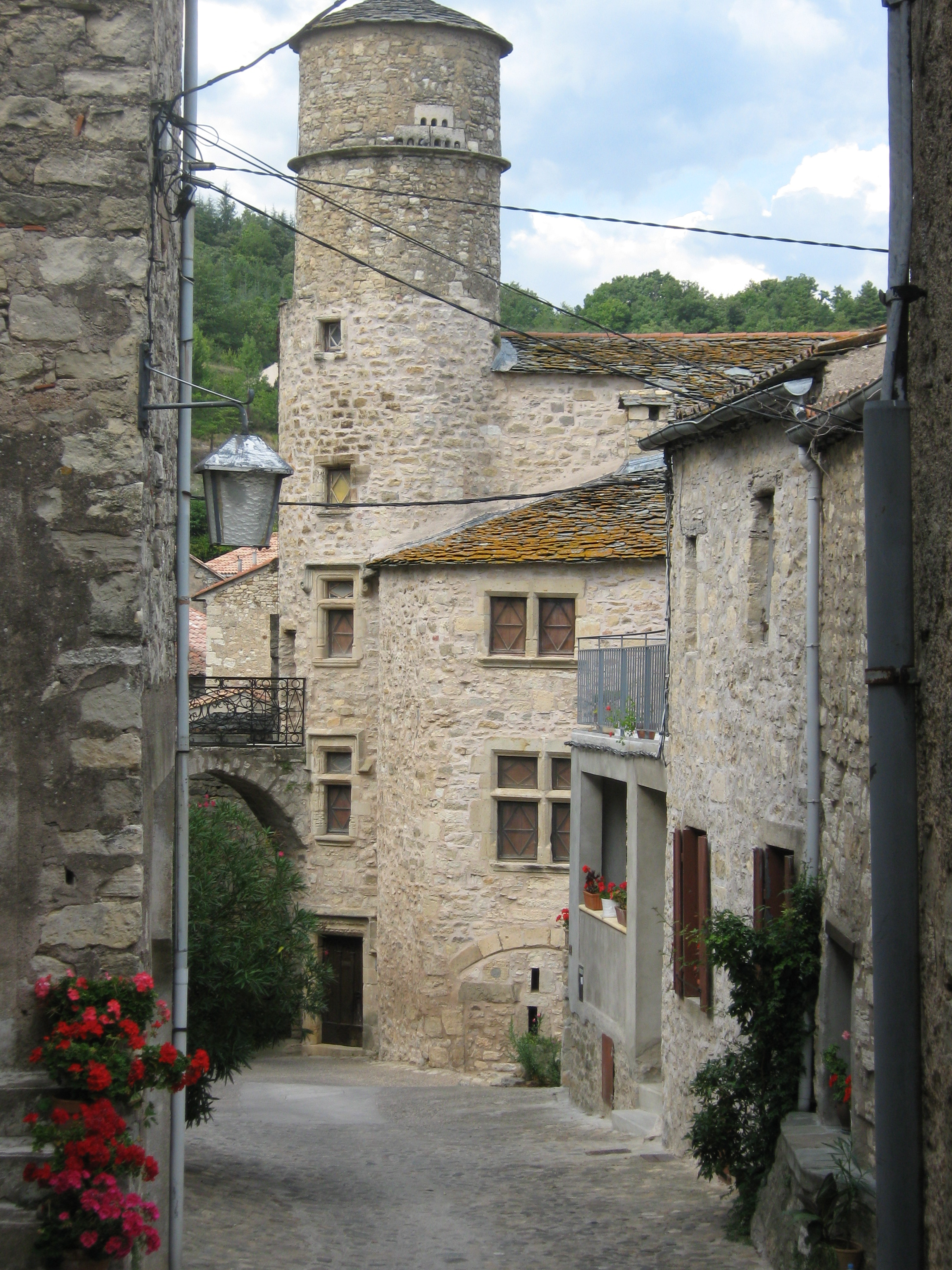
Maison du bailli du XVIe siècle.
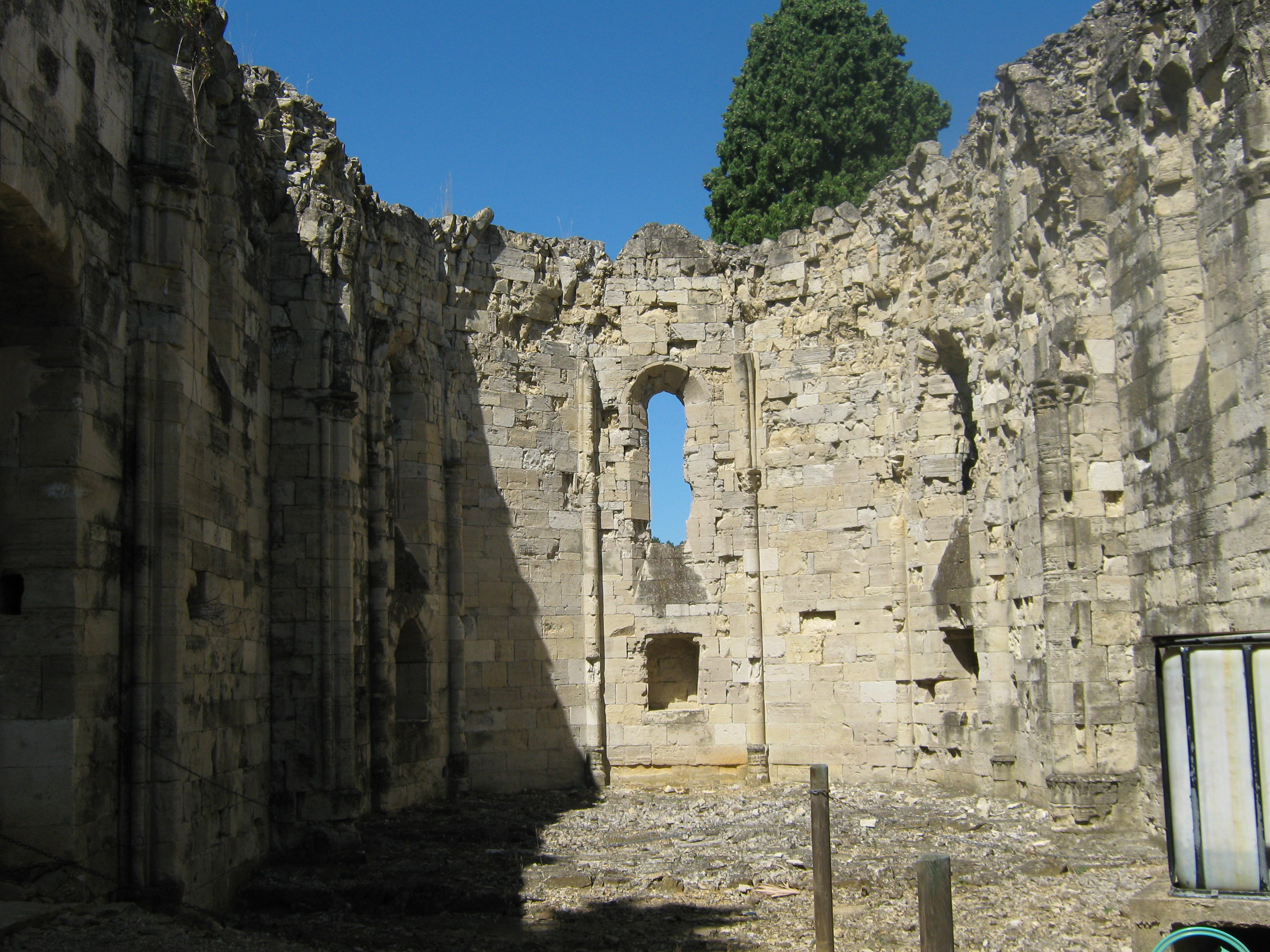
Église de la Trinité de Boussagues. Vue de la nef vers le chevet
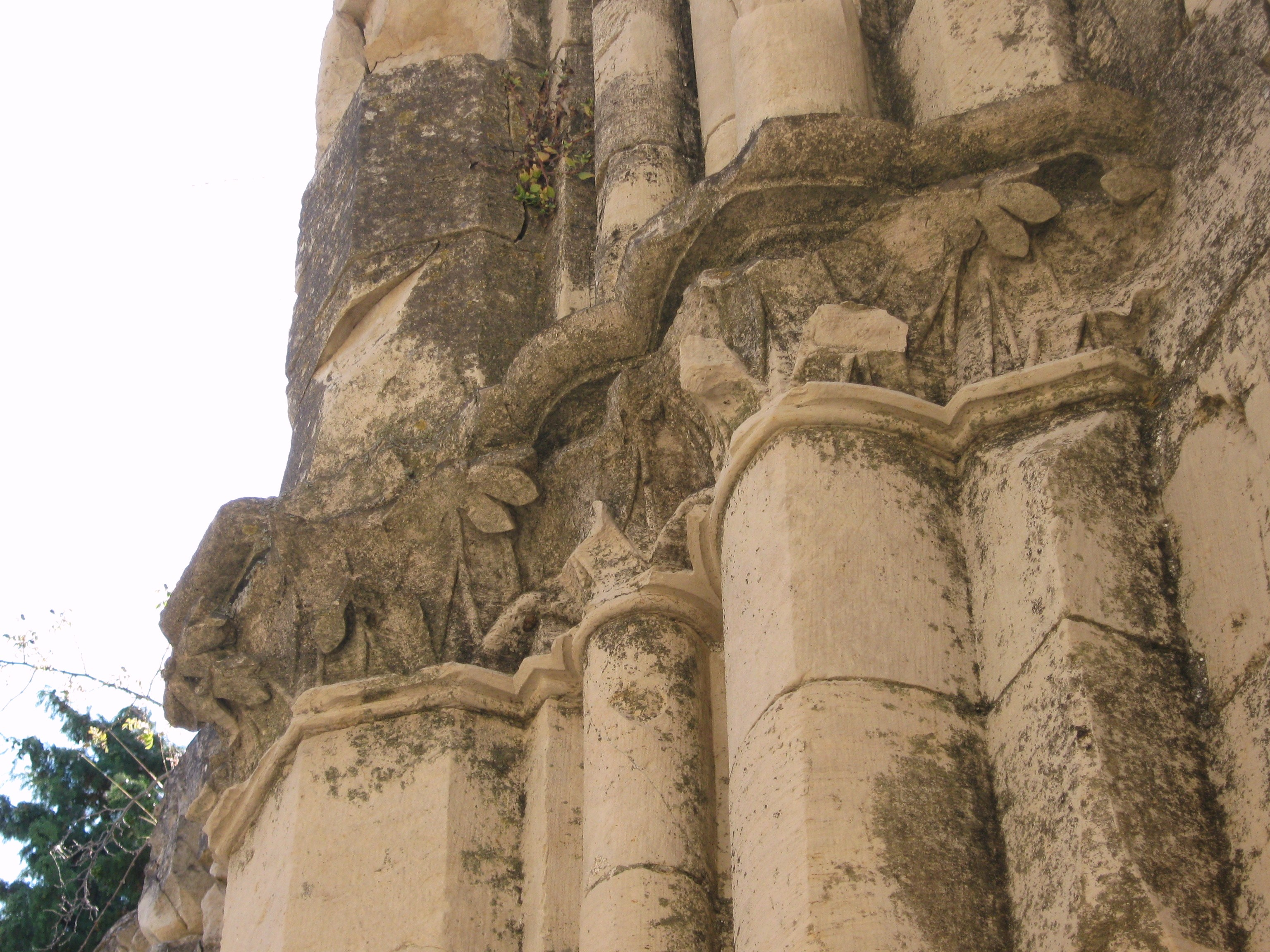
Chapiteaux de l'église de la trinité.
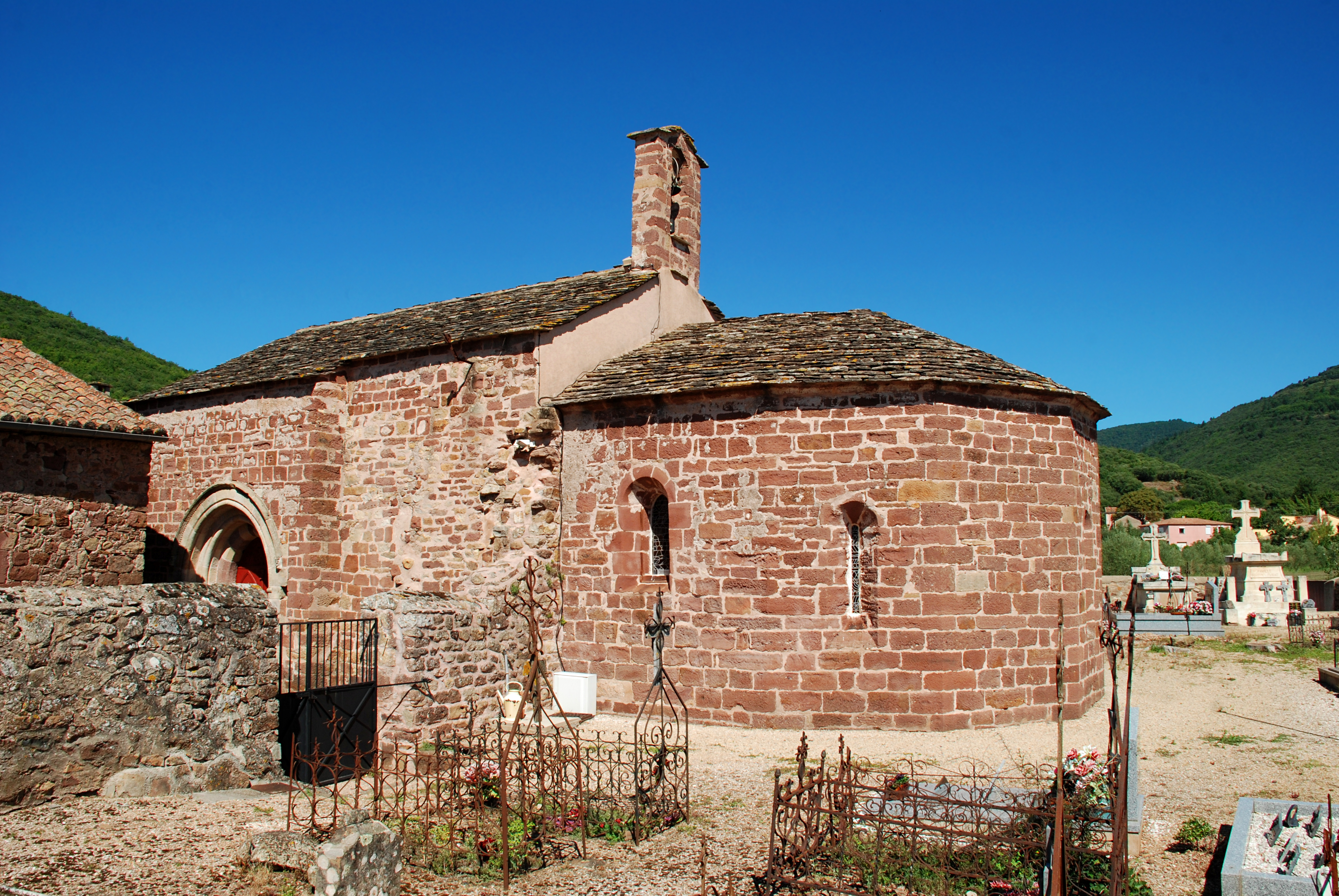
Église Sainte-Marie de Frangouille
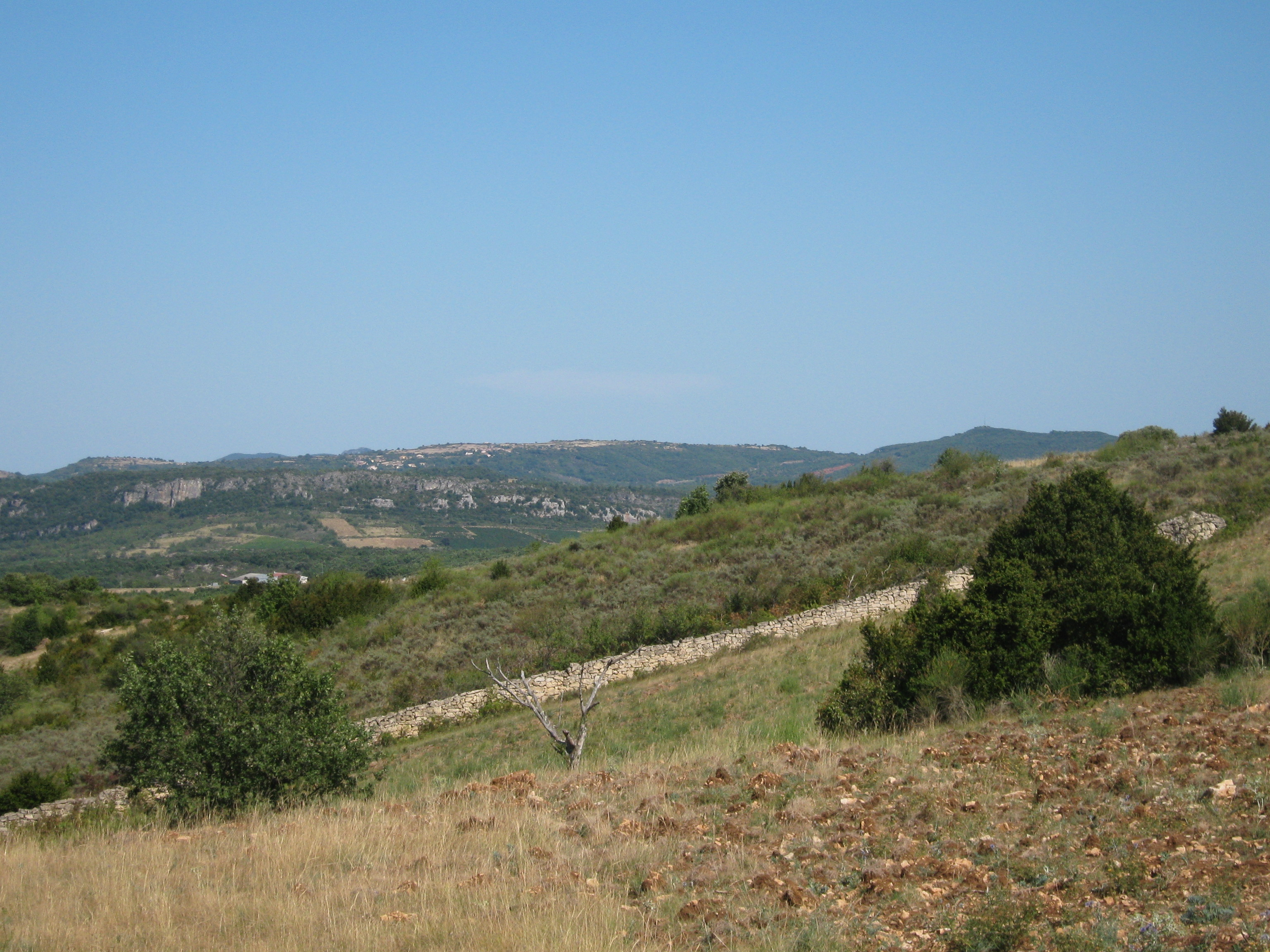
Vue sur le causse.
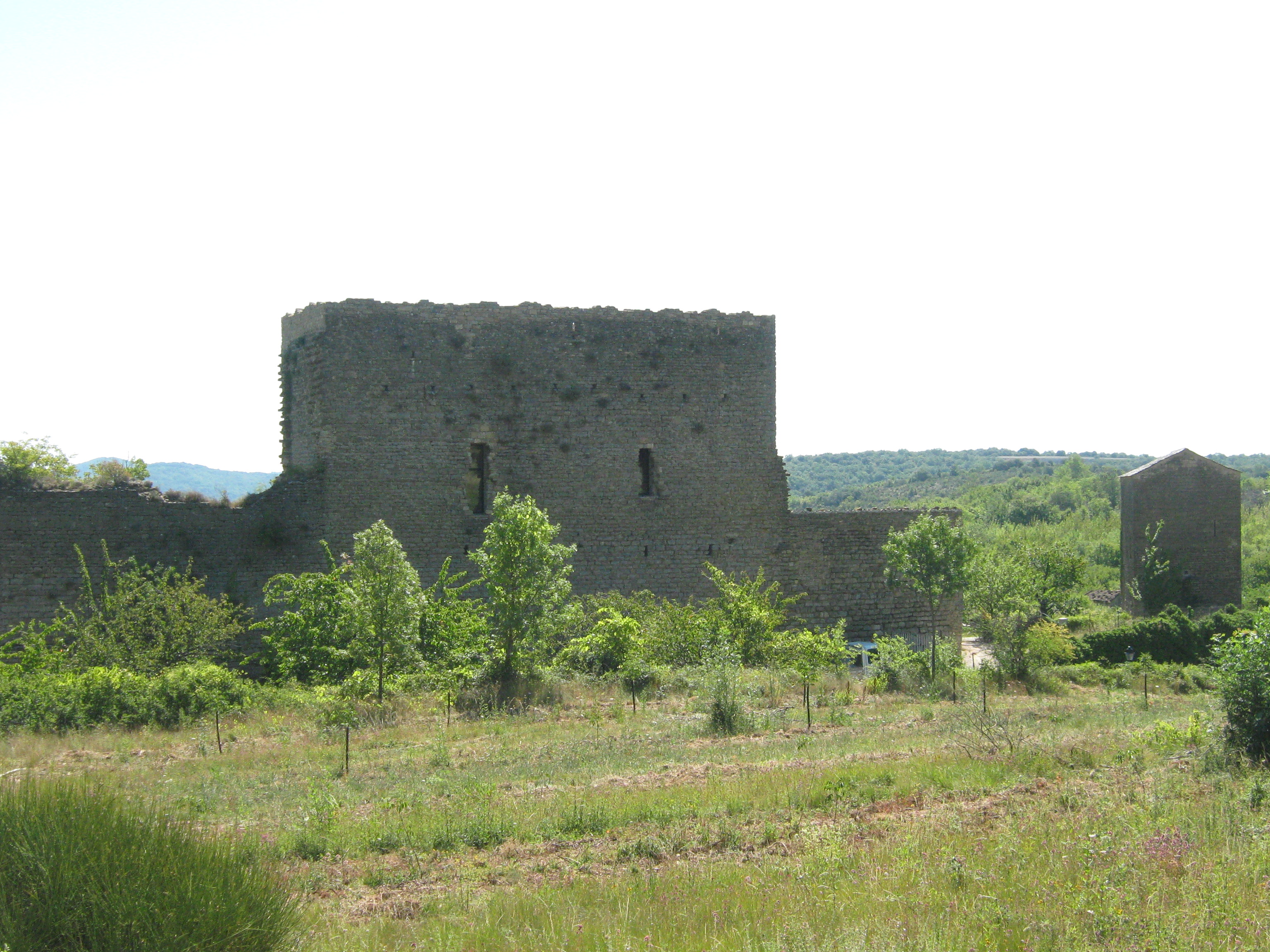
Vue du donjon roman appelé castelas.
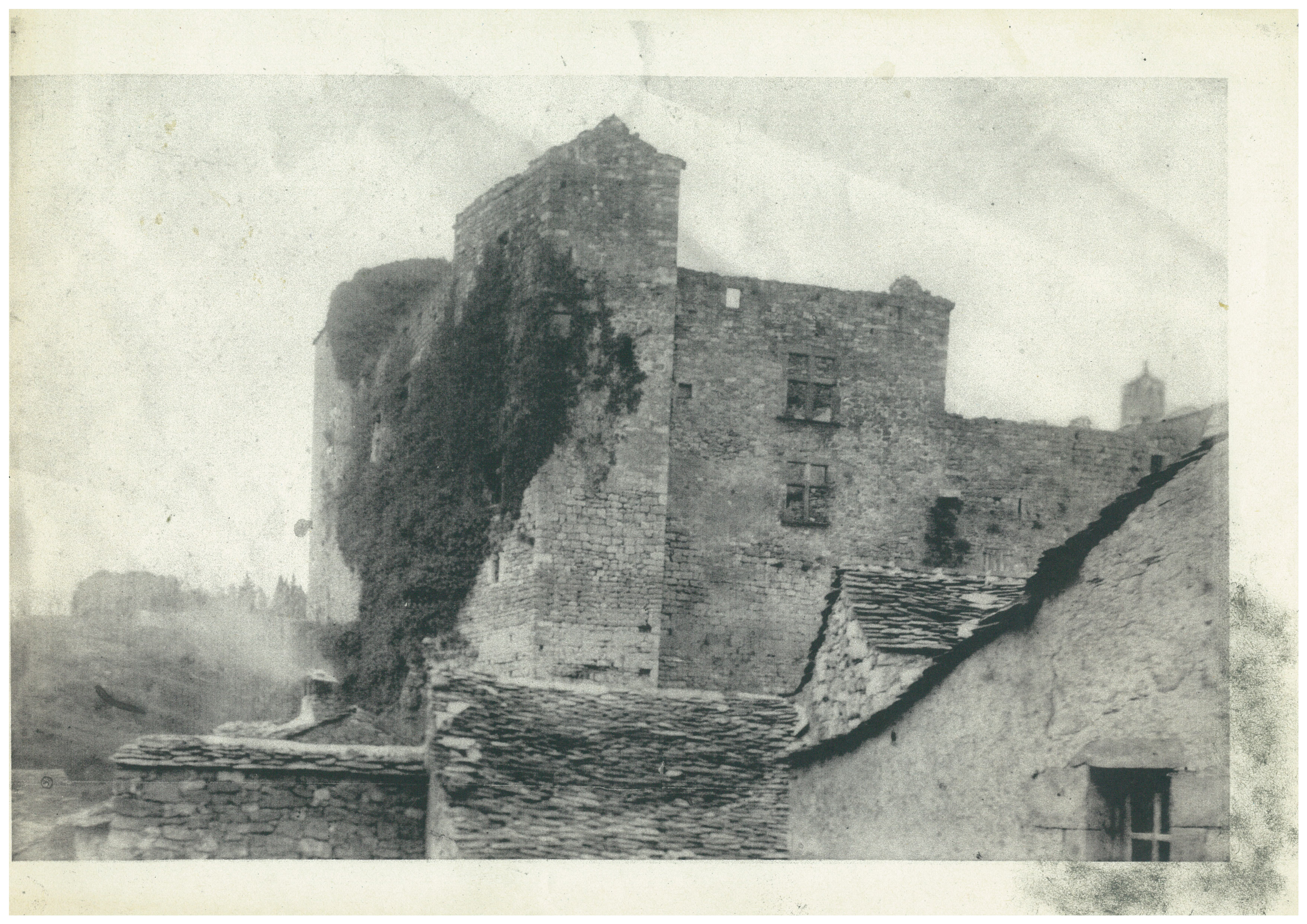
Château bas au début du XXe siècle. Les toitures sont couvertes de lauzes de schiste.
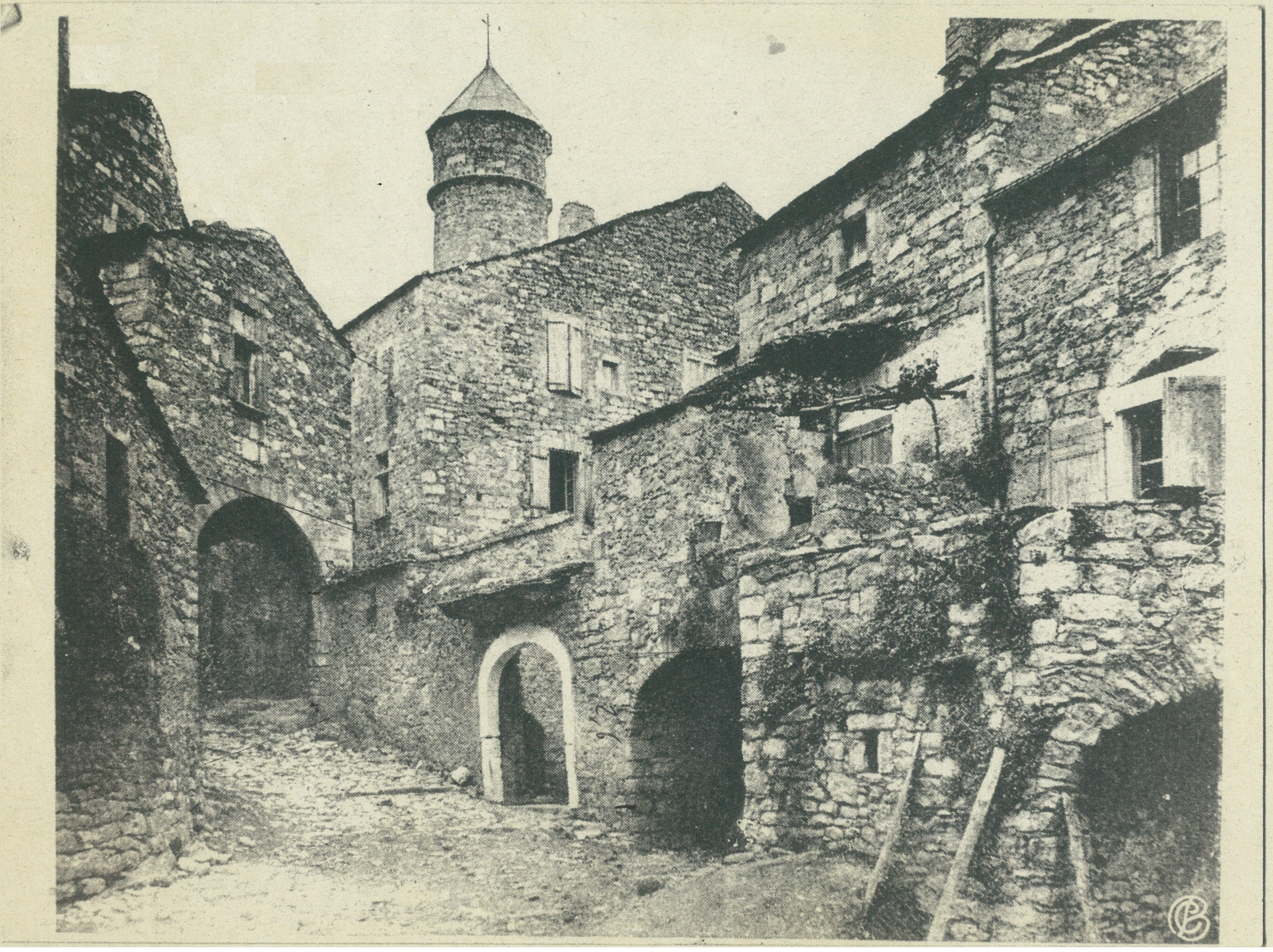
Place de la meule avant l'incendie de 1903.
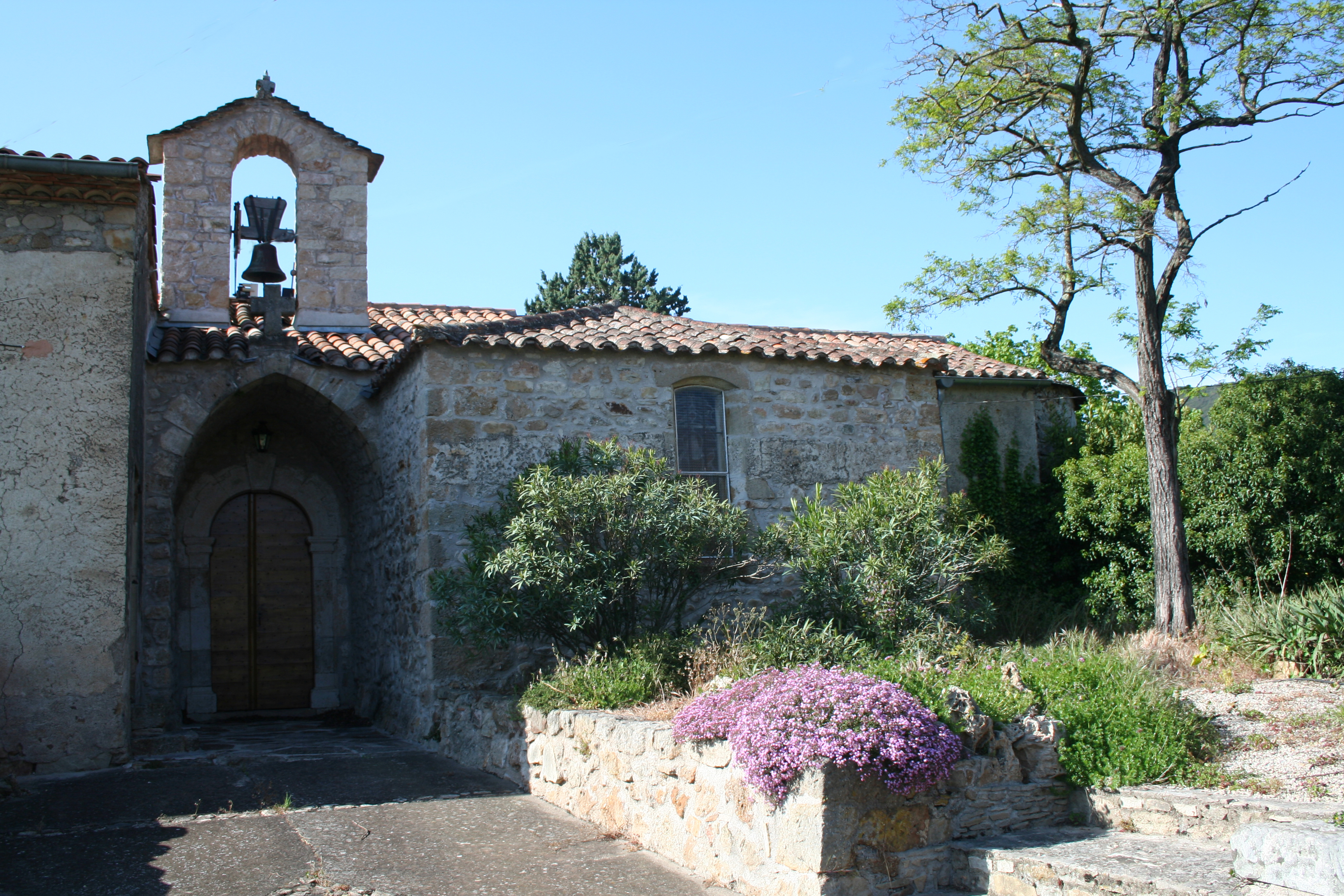
Église Saint-Saturnin de Clairac

## Personnalités liées à la commune

### Héraldique
|  | Les armoiries de La Tour-sur-Orb se blasonnent ainsi : … |

Historiquement, l'ancien territoire de la commune portait ces armes :
| Armes de la communauté de Boussagues | Ces armes se blasonnent ainsi : De gueules, au pairle losangé d'argent et de gueules. |

### Fonds d'archives
- Fonds : Archives communales de La Tour-sur-Orb (1620-1970) [7,65 ml].  Cote : 312 EDT. Montpellier : Archives départementales de l'Hérault (présentation en ligne).